# کوسه شکاری چشم‌درشت
کوسه شکاری چشم‌درشت (نام علمی: Iago omanensis) نام یک گونه از راسته زمین‌کوسه‌سانان است.